# Kostrzyń (gmina)
Kostrzyń (pisownia przez –ń, także w PSSL 1946) – dawna gmina wiejska istniejąca w 1946 roku w woj. szczecińskim (dzisiejsze woj. zachodniopomorskie). Siedzibą władz gminy było miasto Kostrzyń (w obecnym brzmieniu Kostrzyn nad Odrą), nie wchodzący w jej skład.
Gmina Kostrzyń powstała po II wojnie światowej na terenie tzw. Ziem Odzyskanych (tzw. III okręg administracyjny – Pomorze Zachodnie). 28 czerwca 1946 gmina – jako jednostka administracyjna powiatu chojeńskiego – weszła w skład nowo utworzonego woj. szczecińskiego.
Mimo że jej siedziba, miasto Kostrzyń, została w czerwcu 1946 przeniesiona do powiatu gorzowskiego w województwie poznańskim, gmina Kostrzyń pozostała w powiecie chojeńskim, w woj. szczecińskim. 14 lutego 1946 składała się z dwóch gromad, Warniki i Dąbroszyn i liczyła zaledwie 85 mieszkańców. 
W wykazach opartych na stanie administracyjnym po 1946 roku jednostka już nie występuje; początkowo (1947-1948) jej obszar należał do nowo utworzonej gminy Kamień Mały, którą w 1948 roku przemianowano na Witnica. Obszar dawnej gminy Kostrzyń stanowił jej specyficzną eksklawę, oddzieloną od głównej części gminy obszarem gminy Dębno (powiat chojeński, województwo szczecińskie) i gminy Torzym (powiat sulęciński, województwo poznańskie).